# Постигос, Хуан
Хуан Мигель Постигос Акунья (англ. Juan Miguel Postigos Acuña, род. 13 мая 1989, Лима) — перуанский дзюдоист, призёр Панамериканских чемпионатов, победитель и призёр международных турниров, участник трёх Олимпиад.

## Карьера
На летних Олимпийских игр 2012 года в Лондоне Постигос выступал в суперлёгкой весовой категории (до 60 кг). В предварительном раунде Постигос чисто проиграл итальянцу Элио Верде и выбыл из дальнейшей борьбы.
На следующей Олимпиаде в Рио-де-Жанейро перуанец снова выступал в суперлёгком весе. В 1/16 финала он в своей первой же схватке проиграл азербайджанцу Орхану Сафарову и занял 17-е место в итоговом протоколе.
На летней Олимпиаде 2020 года в Токио Постигос выступал в полулёгком весе (до 66 кг). Здесь он также провёл всего одну схватку: в 1/16 финала он проиграл австралийцу Натану Кацу и потерял шансы на олимпийскую награду.